# Hualpén
Hualpén är en stad i mellersta Chile, och är belägen vid Biobíoflodens mynning vid Stilla havet. Den tillhör regionen Biobío och har cirka 90 000 invånare. Hualpén ingår i Concepcións storstadsområde (Gran Concepcíon), och blev en egen stad och kommun 2004 från att tidigare tillhört Talcahuano.